# Стоматологічний туризм
Стоматологічний туризм — різновид медичного туризму, головною метою якого є стоматологічне лікування чи перебування у стоматзакладах за межами своєї країни.
Стоматологія — розділ медицини, що стосується зубів, ротової порожнини і суміжних структур. Включає діагностику та лікування їх захворювань і відновлення втрачених чи уражених тканин.
Захворювання зубів є найпоширенішими хворобами людини. За статистичними даними, понад 90 % населення земної кулі має захворювання зубів. Настільки значне поширення цих захворювань ставить перед органами охорони здоров'я завдання, спрямовані на розробку заходів профілактики виникнення хвороб зубів, вдосконалення методів лікування, вивчення причин, що породжують ці захворювання, одним з таких методів боротьби став і стоматологічний туризм. До хвороб зуба належать карієс, пульпіт, періодонтит. Крім того, в клініці зустрічаються прояви різних форм недостатності емалі та дентину (гіпоплазія, клиноподібний дефект, стирання зубів), які мають зовсім іншу етіологію та клініку.